# Instant messaging
Instant messaging ("onmiddellijke berichtgeving" in het Nederlands), ook wel afgekort als IM,  is een benaming voor technologieën waarbij het de bedoeling is dat berichten zeer snel worden overgebracht, zoals bij chatten. Dit in tegenstelling tot e-mail, waarbij de snelheid van overbrengen iets lager kan zijn.
Voorbeelden van instantmessagingnetwerken met open protocollen zijn XMPP, Talk, Google Talk, X, Xfire, Bluesky, Mastodon en Delta Chat. Instantmessagingnetwerken met gesloten protocollen zijn WhatsApp, Gadu-Gadu, ICQ, Windows Live Messenger, Yahoo! en AIM.

## Geschiedenis
In 1996 werd de Amerikaanse berichtendienst ICQ opgericht als een van de eerste berichtendiensten die via het internet voor iedereen te gebruiken was. Drie jaar later, in 1999, werd Windows Live Messenger van Microsoft gelanceerd, onder de naam MSN Messenger. Doordat deze software later standaard op Windowscomputers voorgeïnstalleerd werd, kregen velen toegang tot deze dienst. Slechts vijf jaar na de lancering van MSN Messenger telde deze dienst al 4 miljoen Nederlandse gebruikers. Na ICQ en MSN kwamen er al snel andere websites die instant messaging aanboden, zoals Hyves in 2004 en het Amerikaanse Tagged.
Tegen 2010 begon de opmars van smartphones, waarbij een van de grootste en populairste instantmessagingdiensten, WhatsApp, werd gelanceerd. Dit zorgde voor een grote verandering, omdat er niet langer een computer of laptop nodig was (buiten sms'en) om berichten uit te wisselen. Door onder andere de opmars van diensten als WhatsApp is Windows Live Messenger inmiddels niet meer beschikbaar en door de komst van Facebook heeft Hyves veel aan populariteit verloren en zelfs zijn kerntaak van sociaal netwerk moeten omgooien naar spelletjesplatform. Naast WhatsApp is Facebook Messenger ook een veelgebruikte app.

## Platformen

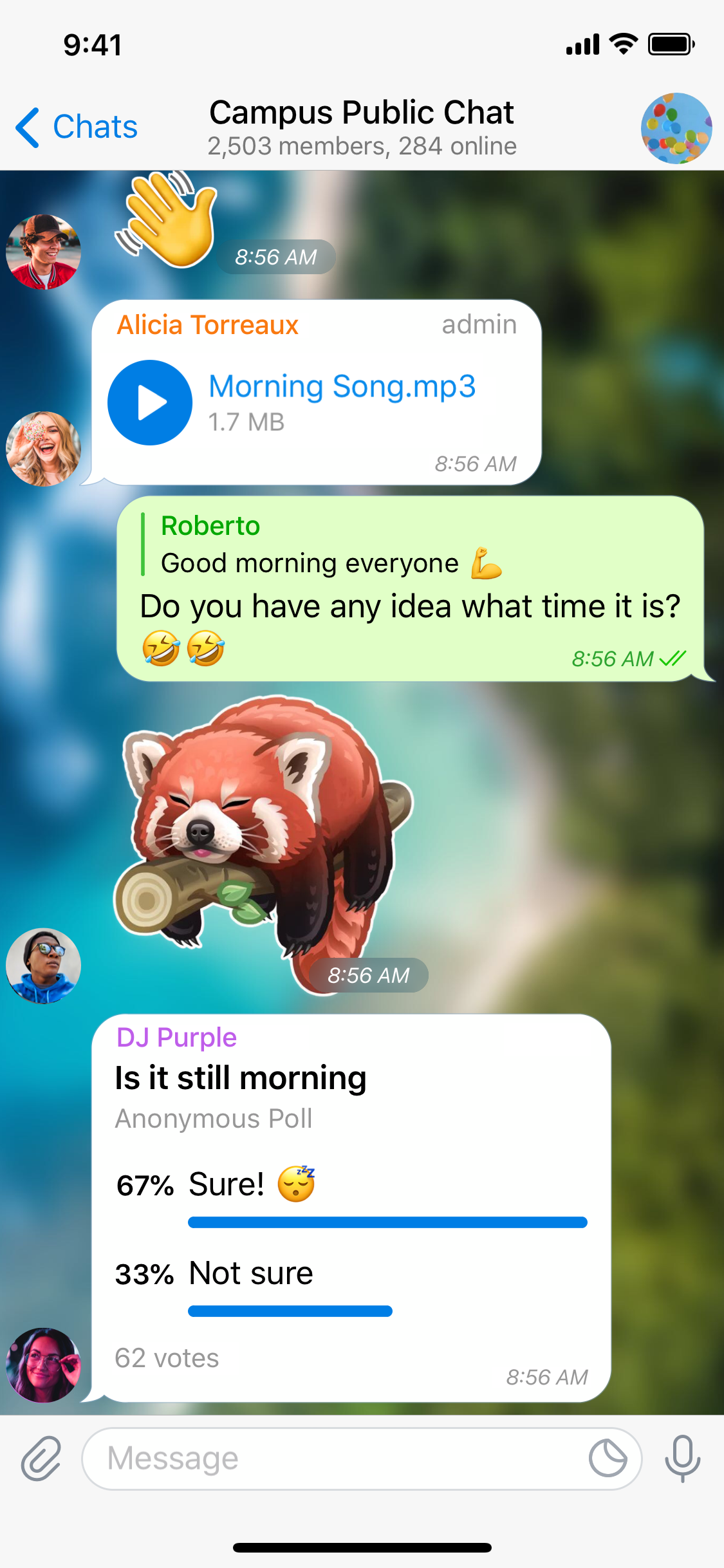
Schermafbeelding van Telegram, een bekende IM-dienst.

Er zijn meerdere bekende en veelgebruikte platformen die wereldwijd gebruikt worden:
- WhatsApp
- Telegram
- Facebook Messenger
- Snapchat
- X
- Skype
- Discord
- iMessage
- Line
- Delta Chat
- Signal
- Matrix

Inmiddels inactief:
- BlackBerry Messenger (voor particulieren)
- Windows Live Messenger

De opbouw van deze programma's is vaak dezelfde. Het programma toont de contactenlijst van de gebruiker, waarin hij alle mensen ziet met wie hij kan communiceren. Deze mensen kunnen een status hebben als online, bezig of afwezig. Zo kan de gebruiker zien wie er beschikbaar is voor een gesprek.
De gegevens van gebruikers worden bij de meeste protocollen op de server(s) opgeslagen, bij Google Talk kunnen de gesprekken ook opgeslagen worden. De rechten op de tekst in gevoerde conversaties kunnen per protocol verschillen.
Sommige protocollen zijn in de laatste jaren uitgebreid met een internettelefoonfunctie en/of een videochat-functie, zoals Skype, online spelletjes, het delen van documenten en diverse andere mogelijkheden.